# Солопака
Солопа̀ка (на италиански: Solopaca; на неаполитански: Surrupaca, Сурупака) е малко градче и община в Южна Италия, провинция Беневенто, регион Кампания. Разположено е на 180 m надморска височина. Населението на общината е 4051 души (към 2010 г.).